# 海关大楼博物馆
海关大楼博物馆（Punta della Dogana）是意大利威尼斯一个艺术博物馆，设于旧海关大楼（Dogana da Mar）内。它位于多尔索杜罗区，大运河与朱代卡运河交汇处三角形区域的顶点，毗邻安康圣母圣殿和威尼斯宗主教区神学院。对面则是圣马可广场。

## 历史
这一地点早在15世纪初就作为船坞及海关使用。旧海关大楼始建于1677年-1682年。

## 画廊
- 海关大楼博物馆 1765
- 從圣马可湾（Bacino di San Marco）欣賞海关大楼博物馆和大運河的景色
- 船夫們在海关大楼博物馆前的圣马可湾航行
- 從圣马可湾欣賞海关大楼博物馆的景色